# Neauphe-sous-Essai

Neauphe-sous-Essai este o comună în departamentul Orne, Franța. În 1 ianuarie 2022 avea o populație de 214 de locuitori.